# Liste der Baudenkmäler in der Au
Auf dieser Seite sind die Baudenkmäler im Münchner Stadtteil Au im Stadtbezirk 5 Au-Haidhausen aufgelistet. Zu diesen Baudenkmälern gibt es auch eine Bildersammlung und ein Fotoalbum mit ausgewählten Bildern.
Diese Liste ist Teil der Liste der Baudenkmäler in München. Grundlage ist die Bayerische Denkmalliste, die auf Basis des bayerischen Denkmalschutzgesetzes vom 1. Oktober 1973 erstmals erstellt wurde und seither durch das Bayerische Landesamt für Denkmalpflege geführt und aktualisiert wird. Die folgenden Angaben ersetzen nicht die rechtsverbindliche Auskunft der Denkmalschutzbehörde.

## Ensembles

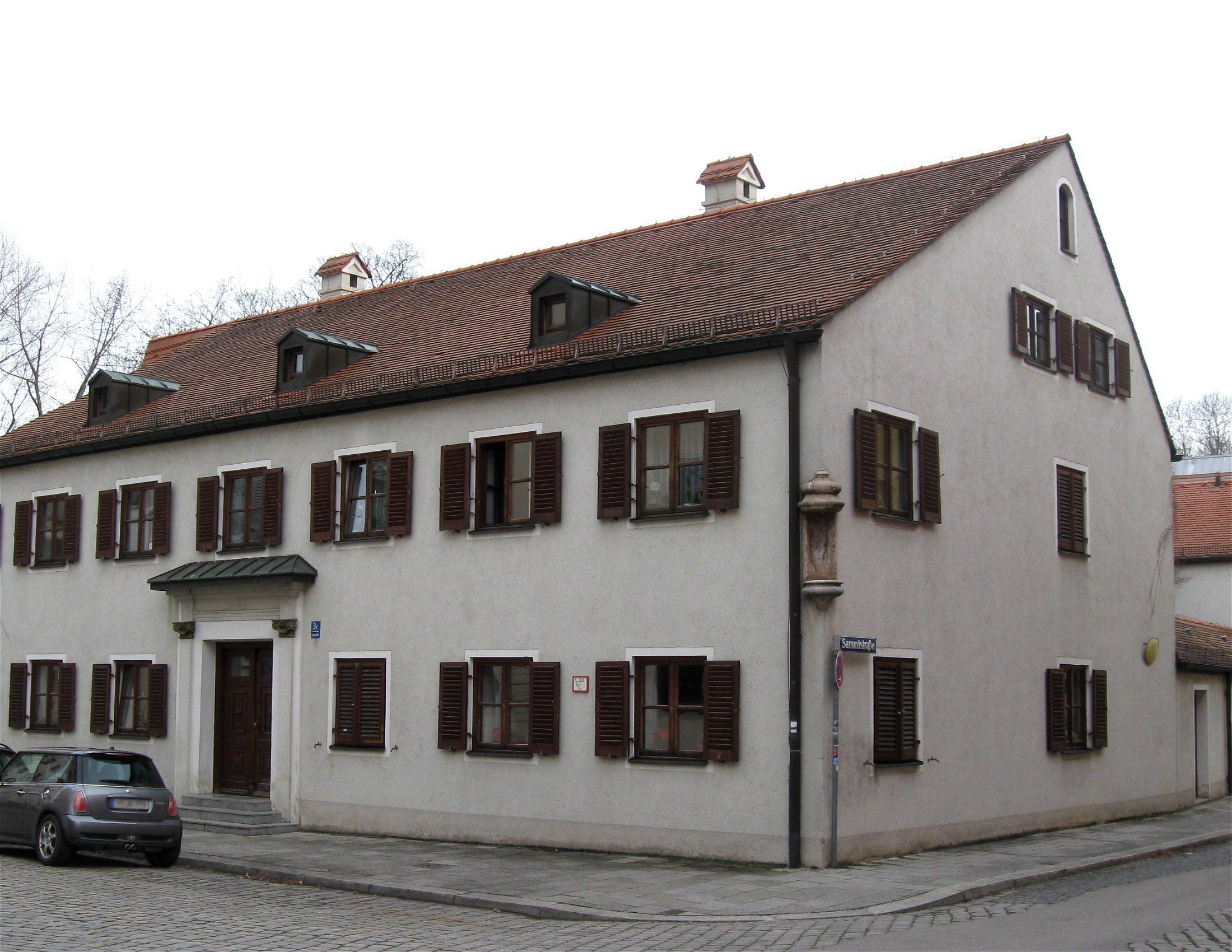
Sammtstraße 3

- Franz-Prüller-Straße. Das Ensemble Franz-Prüller-Straße/Sammtstraße umfasst den Restbereich einer ehemals die gesamte Au überziehenden Flächensiedlung vom Typ der für die Münchner Vorstadtbereiche östlich der Isar charakteristischen Herbergshäuser. In dem durch Wasserläufe eingeengten Gebiet der Au, als ursprüngliches Schwemmland der Isar für landwirtschaftliche Nutzung nicht geeignet und deswegen als Bauland überhaupt freigegeben, entstanden Behausungen ohne jegliches Ordnungsprinzip. Bereits in diesen Häusern um das Jahr 1600 hatte sich das sog. Herbergssystem entwickelt: Herbergshäuser waren Behausungen, in denen eine Mehrzahl von Anteilsbesitzern einen eigenen Wohnteil besitzen konnte, der sowohl nur einen Raum wie ein ganzes Stockwerk zu umfassen vermochte. Die separate Erschließung sämtlicher Eigentumsanteile wurde ermöglicht durch zu allen Stockwerken außen emporführende, überdachte Aufgangtreppen, die den einer Partei als Eigentum gehörigen Teil des Hauses völlig von den anderen abschlossen. Um 1600 standen in der Au bereits 180 solcher Häuser. Im Bereich der Franz-Prüller-Straße und Sammtstraße ist ein Restbestand dieser Herbergsbebauung in bereits verstädterter Form erhalten. Erkennbar ist der spezifische Haustyp an den mehreren Eingängen, die jeweils direkt in das Erd- oder Obergeschoss führen. Die schlichten Kleinhäuser sind traufseitig aneinandergereiht, das vorkragende Obergeschoss deutet auf die Verwendung von Fachwerk über dem massiv gemauerten Erdgeschoss. Die älteste Bausubstanz ist im sog. Pesthaus (Franz-Prüller-Straße 12) überkommen, einem ursprünglich dreigeschossigen Satteldachhaus von spätmittelalterlichem Charakter. (E-1-62-000-13)

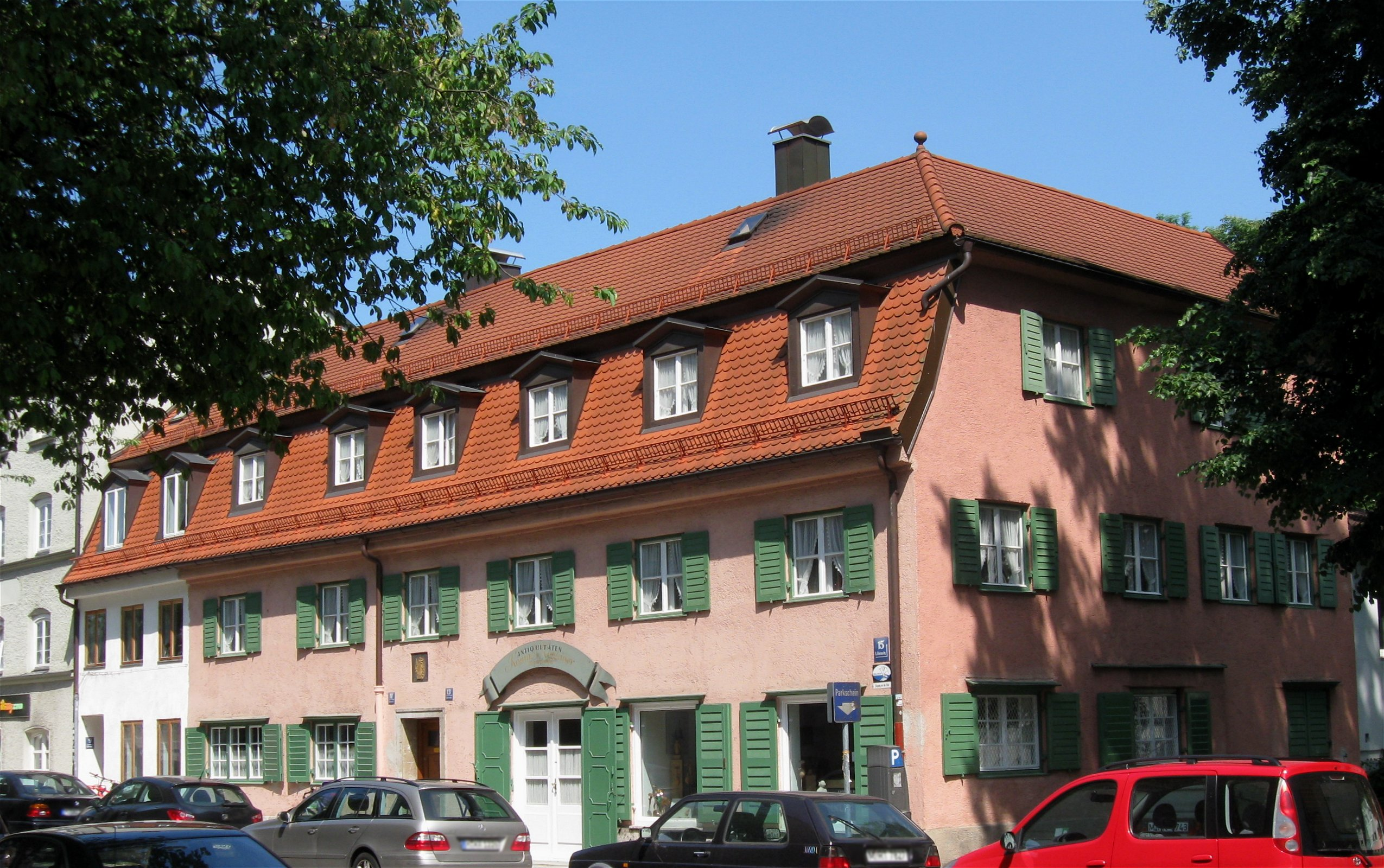
Lilienstraße 9/11/13

- Lilienstraße. Die kleinstädtische Häuserzeile des 18. Jahrhunderts an der Ostseite des nördlichen Beginns der Lilienstraße ist als Beispiel für den früh einsetzenden Verstädterungsprozeß des ehemaligen Vorstadtbereichs Au ein Ensemble. Dieser Restbestand an Kleinhäusern dokumentiert wenigstens in kleinerem Umfang – neben dem Herbergenbereich an der Franz-Prüller-Straße (vgl. Ensemble Franz-Prüller-Straße) – bau- und sozialgeschichtliche Entwicklung innerhalb des stadtgeschichtlich wichtigen ehemaligen Vorstadtbereichs Au. In der bis zur Mitte des 19. Jahrhunderts ohne Planung und Struktur besiedelten Au hatte sich die Lilienstraße frühzeitig als Hauptstraße herausgebildet. Entlang dieser Hauptstraße und besonders am Eingang zur Au bei der Isarbrücke – bis 1831 die einzige Brückenverbindung zur und aus der Stadt – setzte ein baulicher Verdichtungsprozeß von vorstädtischem Charakter bereits im 18. Jahrhundert ein. Die unterhalb der Hangkante des Lilienbergs parallel zum Auer Mühlbach verlaufende Häuserzeile ist letztes Zeugnis dieses städtebaulichen und sozialgeschichtlichen Vorgangs. Es handelt sich um schlichte zwei- bis dreigeschossige Wohnhäuser, im Erdgeschoss meist zu Geschäftszwecken eingerichtet. Trotz der unterschiedlichen Geschosshöhen und Breitenausdehnung der einzelnen Bauten wirkt die Häuserzeile eindrucksvoll geschlossen. (E-1-62-000-28)

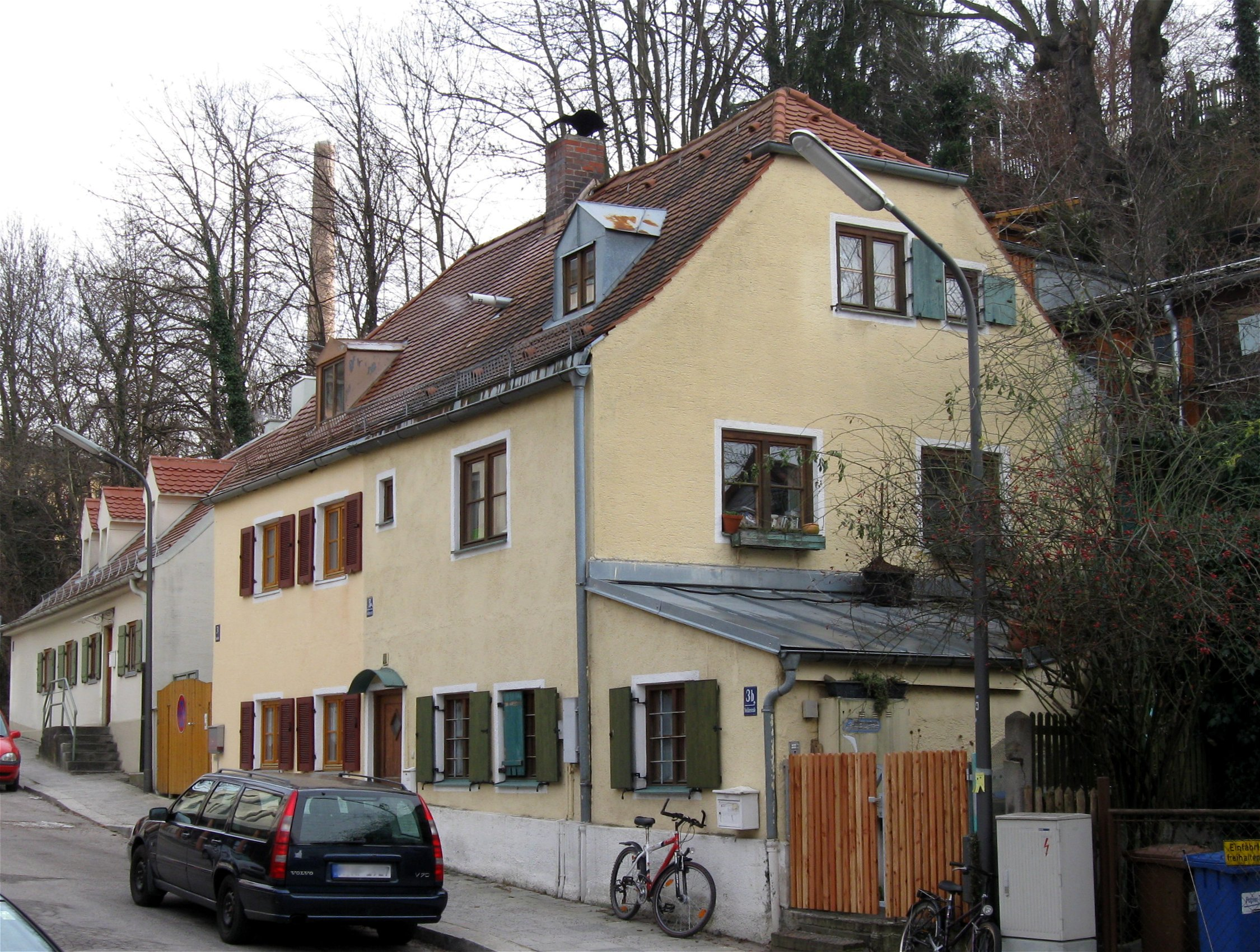
Nockherstraße 3

- Nockherstraße. Kette von meist aus dem späten 18. und frühen 19. Jahrhundert stammenden Herbergen und Vorstadthäusern unterhalb der Giesinger Hangkante und damit Teil der ehemaligen Vorstadt Au, die, schon im 16. Jahrhundert dicht besiedelt, Ausweichquartier für die durch den innerstädtischen Wohnraummangel verdrängten unteren Schichten war. (E-1-62-000-41)

## Einzeldenkmäler

### A
| Lage                         | Objekt                                                                                              | Beschreibung | Akten-Nr.        | Bild                                                                                                |
| ---------------------------- | --------------------------------------------------------------------------------------------------- | --- | ---------------- | --------------------------------------------------------------------------------------------------- |
| Ackerstraße 11 (Standort)    | Kleinhaus                                                                                           | Zweigeschossiger Mansarddachbau, im Kern frühes 19. Jahrhundert; Teil einer Gruppe von ehemaligen vorstädtischen Kleinhäusern                                                   | D-1-62-000-17    | Kleinhaus                                                                                           |
| Ackerstraße 15 (Standort)    | Zweigeschossiges Kleinhaus                                                                          | Neurenaissance mit Zwiebeltürmchen, bezeichnet 1889; in einer Reihe mit Nr. 9, 11, 13, 17, 19 und 21                                                                            | D-1-62-000-19    | weitere Bilder                                                                                      |
| Ackerstraße 17 (Standort)    | Zweigeschossiges Kleinhaus                                                                          | im Kern frühes 19. Jahrhundert; in einer Reihe mit Nr. 9, 11, 13, 15, 19 und 21                                                                                                 | D-1-62-000-20    | weitere Bilder                                                                                      |
| Ackerstraße 19 (Standort)    | Zweigeschossiges Kleinhaus                                                                          | im Kern frühes 19. Jahrhundert; in einer Reihe mit Nr. 9, 11, 13, 15, 17 und 21                                                                                                 | D-1-62-000-21    | Zweigeschossiges Kleinhaus                                                                          |
| Ackerstraße 21 (Standort)    | Zweigeschossiges Kleinhaus                                                                          | mit Erker, im Kern frühes 19. Jahrhundert; in einer Reihe mit Nr. 9, 11, 13, 15, 17 und 19                                                                                      | D-1-62-000-22    | Zweigeschossiges Kleinhaus                                                                          |
| Albanistraße 6 (Standort)    | Mietshaus                                                                                           | fünfgeschossiger Mansarddachbau in Ecklage, mit Zwerchhauserkern, im Reformstil, von Hans Hönig, 1909/10; Gruppe mit Asamstraße 18                                              | D-1-62-000-11084 | Mietshaus                                                                                           |
| Albanistraße 7 (Standort)    | Mietshaus                                                                                           | reich gegliedertes Eckhaus mit neuklassizistischen Anklängen, 1912–1913 von Fritz Sievers                                                                                       | D-1-62-000-146   | Mietshaus                                                                                           |
| Am Herrgottseck 2 (Standort) | Traufseithaus                                                                                       | zweigeschossig, mit Lisenen, Mitte 19. Jahrhundert | D-1-62-000-289   | Traufseithaus                                                                                       |
| Am Lilienberg 1 (Standort)   | Mietshaus                                                                                           | Neurenaissance, 1888 von Johann Grübel | D-1-62-000-303   | weitere Bilder                                                                                      |
| Am Lilienberg 2 (Standort)   | Mietshaus                                                                                           | deutsche Renaissance, um 1900 | D-1-62-000-304   | Mietshaus                                                                                           |
| Am Lilienberg 4 (Standort)   | Mietshaus                                                                                           | malerischer Eckbau in Hanglage, deutsche Renaissance, sehr reich gegliedert, um 1900                                                                                            | D-1-62-000-306   | weitere Bilder                                                                                      |
| Am Lilienberg 5 (Standort)   | Ehemaliges Benediktinerinnenkloster „Lilienberg“, dann Landratsamt, jetzt Haus des Deutschen Ostens | langgestreckter, dreigeschossiger Walmdachbau mit drei Zwerchgiebeln, Barock, von Lorenz Sappel, 1749–1751, Fassadenumgestaltung von Carl Hocheder, um 1890, Vereinfachung 1929 | D-1-62-000-305   | Ehemaliges Benediktinerinnenkloster „Lilienberg“, dann Landratsamt, jetzt Haus des Deutschen Ostens |
| Am Neudeck (Standort)        | Steinbrunnen mit Kugel auf Achteckpfeiler                                                           | 1908 von August Blössner; am Aufgang zur Hochstraße | D-1-62-000-313   | weitere Bilder                                                                                      |
| Am Neudeck 1 (Standort)      | Bayerische Landesimpfanstalt                                                                        | barockisierender Gruppenbau um Hof, 1903–1904 von Hermann Buchert; zugehörig am Nordende malerische Villa mit Türmchen                                                          | D-1-62-000-311   | Bayerische Landesimpfanstalt                                                                        |
| Am Neudeck 10 (Standort)     | ehemaliges Frauengefängnis                                                                          | langgestreckter barockisierender Bau, frühes 20. Jahrhundert; im Anschluss an Mariahilfplatz 17a                                                                                | D-1-62-000-312   | weitere Bilder                                                                                      |
| Am Nockherberg (Standort)    | Steinerner Bildstock                                                                                | Mit Relief St. Johannes der Täufer/Der Patron der Wegmacher, 1905; Ecke Nockherstraße                                                                                           | D-1-62-000-315   | weitere Bilder                                                                                      |
| Am Nockherberg (Standort)    | Stützmauer                                                                                          | unterhalb des Salvatorkellers mit Treppenaufgang und Aussichtsterrasse an der Hochstraße, historisierend, Anfang 20. Jahrhundert; vergleiche Nr. 8                              | D-1-62-000-316   | Stützmauer                                                                                          |
| Am Nockherberg 8 (Standort)  | Historisierende Freitreppenanlage mit Terrasse                                                      | Aufgang zum Schmedererweg, darunter öffentliche Bedürfnisanstalt, malerisches Bauwerk aus Nagelfluh, 1905 von August Blössner. Weiter oberhalb Stützmauer im gleichen Stil.     | D-1-62-000-314   | Historisierende Freitreppenanlage mit Terrasse                                                      |
| Asamstraße 2 (Standort)      | Mietshaus                                                                                           | in spätklassizistischer Tradition um 1860/70; Gruppe mit Nr. 4 | D-1-62-000-428   | Mietshaus                                                                                           |
| Asamstraße 4 (Standort)      | Mietshaus                                                                                           | in spätklassizistischer Tradition um 1860/70; Gruppe mit Nr. 2 | D-1-62-000-429   | Mietshaus                                                                                           |
| Asamstraße 17 (Standort)     | Mietshaus                                                                                           | Jugendstil, reich gegliederter Eckbau, 1910–1911 von Carl Zeh | D-1-62-000-430   | Mietshaus                                                                                           |
| Asamstraße 18 (Standort)     | Mietshaus                                                                                           | Jugendstil, mit zwei Erkern und Balkongittern, Anfang 20. Jahrhundert | D-1-62-000-431   | weitere Bilder                                                                                      |
| Asamstraße 19 (Standort)     | Mietshaus                                                                                           | mit neuklassizistischen Jugendstilformen, stuckiert breiter, übergiebelter Mittelerker, 1906–1907 von den Gebrüdern Max und Karl Hönig                                          | D-1-62-000-432   | Mietshaus                                                                                           |
| Auerfeldstraße 16 (Standort) | Mietshaus                                                                                           | Eckbau in deutscher Renaissance, mit Erkerturm, um 1900 | D-1-62-000-464   | Mietshaus                                                                                           |
| Auerfeldstraße 20 (Standort) | Mietshaus                                                                                           | barockisierende Putzgliederung, Anfang 20. Jahrhundert | D-1-62-000-465   | Mietshaus                                                                                           |
| Auerfeldstraße 22 (Standort) | Mietshaus                                                                                           | reich gegliederte Doppelerkerfront, 1912 von Stefan Wollmann | D-1-62-000-466   | Mietshaus                                                                                           |
| Auerfeldstraße 26 (Standort) | Mietshaus                                                                                           | neubarock, mit reichem Stuckdekor, bezeichnet 1901 | D-1-62-000-467   | Mietshaus                                                                                           |
| Auerfeldstraße 28 (Standort) | Mietshaus                                                                                           | Eckbau in deutscher Renaissance, reich gegliedert, mit Eckerker, um 1900. | D-1-62-000-468   | Mietshaus                                                                                           |
| Aurbacherstraße 1 (Standort) | Mietshaus                                                                                           | Eckbau in deutscher Renaissance, mit Erkern, um 1900. | D-1-62-000-504   | Mietshaus                                                                                           |
| Aurbacherstraße 2 (Standort) | Mietshaus                                                                                           | deutsche Renaissance, reich gegliedert, mit Erkerturm an der Ecke, bezeichnet 1899                                                                                              | D-1-62-000-505   | Mietshaus                                                                                           |
| Aurbacherstraße 3 (Standort) | Mietshaus                                                                                           | später Jugendstil, mit Erker, bezeichnet 1911 | D-1-62-000-506   | Mietshaus                                                                                           |

### B
| Lage                       | Objekt    | Beschreibung                                                                                                   | Akten-Nr.      | Bild      |
| -------------------------- | --------- | --- | -------------- | --------- |
| Bereiteranger 1 (Standort) | Mietshaus | spätklassizistisch, um 1860                                                                                    | D-1-62-000-701 | Mietshaus |
| Bereiteranger 2 (Standort) | Mietshaus | Neurenaissance, sehr reich gegliedert, mit geschnitzten Zwerchgiebeln, um 1880/1890.                           | D-1-62-000-702 | Mietshaus |
| Bereiteranger 3 (Standort) | Mietshaus | spätklassizistisch, reich gegliedert, 1877                                                                     | D-1-62-000-703 | Mietshaus |
| Bereiteranger 5 (Standort) | Mietshaus | spätklassizistisch, 1880 von Jakob Freundorfer                                                                 | D-1-62-000-704 | Mietshaus |
| Bereiteranger 6 (Standort) | Mietshaus | spätklassizistisch, 1881                                                                                       | D-1-62-000-705 | Mietshaus |
| Bereiteranger 7 (Standort) | Mietshaus | spätklassizistisch, 1877 von Oskar Ziegler                                                                     | D-1-62-000-706 | Mietshaus |
| Bereiteranger 8 (Standort) | Mietshaus | spätklassizistisch, 1884                                                                                       | D-1-62-000-707 | Mietshaus |
| Boosstraße 2 (Standort)    | Mietshaus | schlichte Neurenaissance, um 1880                                                                              | D-1-62-000-917 | Mietshaus |
| Boosstraße 4 (Standort)    | Mietshaus | Neurenaissance, mit Mittelrisalit, reich gegliedert, um 1880/90                                                | D-1-62-000-918 | Mietshaus |
| Boosstraße 7 (Standort)    | Mietshaus | Neurenaissance, um 1880/90                                                                                     | D-1-62-000-919 | Mietshaus |
| Boosstraße 8 (Standort)    | Mietshaus | neubarock, mit abgeschrägter Ecke und Putzgliederung, bezeichnet 1898                                          | D-1-62-000-920 | Mietshaus |
| Boosstraße 9 (Standort)    | Mietshaus | Neurenaissance, um 1880/90                                                                                     | D-1-62-000-921 | Mietshaus |
| Boosstraße 14 (Standort)   | Mietshaus | Neurenaissance, 1892 von Thomas Steinbauer                                                                     | D-1-62-000-922 | Mietshaus |
| Boosstraße 16 (Standort)   | Mietshaus | neubarock, mit reicher Putzgliederung, 1898–1900 von Thomas Steinbauer mit Fassaden-Tektur von Georg Schneider | D-1-62-000-923 | Mietshaus |

### C
| Lage                               | Objekt    | Beschreibung                                                                                | Akten-Nr.       | Bild      |
| ---------------------------------- | --------- | ------------------------------------------------------------------------------------------- | --------------- | --------- |
| Claude-Lorrain-Straße 9 (Standort) | Mietshaus | barockisierender Jugendstil, mit Erker und Stuckdekor, um 1900; Gruppe mit Humboldtstraße 1 | D-1-62-000-1063 | Mietshaus |

### D
| Lage                         | Objekt    | Beschreibung | Akten-Nr.       | Bild           |
| ---------------------------- | --------- | --- | --------------- | -------------- |
| Dollmannstraße 15 (Standort) | Mietshaus | Doppelerkerhaus, im Kern um 1900, mit großem Madonnenrelief                                                                         | D-1-62-000-1307 | Mietshaus      |
| Dollmannstraße 17 (Standort) | Mietshaus | Doppelerkerhaus, mit reichem Jugendstildekor, 1903–1904 von Eduard Herbert.                                                         | D-1-62-000-1308 | weitere Bilder |
| Dollmannstraße 19 (Standort) | Mietshaus | vereinfachtes Doppelerkerhaus, mit Schweifgiebel und Jugendstil-Balkongittern, Anfang 20. Jahrhundert                               | D-1-62-000-1309 | Mietshaus      |
| Drächslstraße 1 (Standort)   | Mietshaus | Neurenaissance, um 1900 | D-1-62-000-1348 | Mietshaus      |
| Drächslstraße 3 (Standort)   | Mietshaus | deutsche Renaissance, mit reich stuckiertem Erker, bezeichnet 1901                                                                  | D-1-62-000-1349 | Mietshaus      |
| Drächslstraße 4 (Standort)   | Mietshaus | neubarock, reich gegliedert, 1899 von Adolf Seiffhart                                                                               | D-1-62-000-1350 | Mietshaus      |
| Drächslstraße 5 (Standort)   | Mietshaus | deutsche Renaissance, mit zwei Erkern, um 1900                                                                                      | D-1-62-000-1351 | Mietshaus      |
| Drächslstraße 6 (Standort)   | Mietshaus | neubarock, reich gegliedert, um 1900                                                                                                | D-1-62-000-1352 | Mietshaus      |
| Drächslstraße 7 (Standort)   | Mietshaus | malerisch gegliederter Eckbau in deutscher Renaissance, mit drei Erkern, um 1900 von Adolf Seiffhart; Gruppe mit Gebsattelstraße 34 | D-1-62-000-1353 | weitere Bilder |

### E
| Lage                                    | Objekt                                         | Beschreibung | Akten-Nr.                                   | Bild           |
| --------------------------------------- | ---------------------------------------------- | --- | ------------------------------------------- | -------------- |
| Edlingerstraße 8 (Standort)             | Mietshaus                                      | Neurenaissance, mit Stuckdekor, Ende 19. Jahrhundert | D-1-62-000-1402                             | Mietshaus      |
| Edlingerstraße 16 (Standort)            | Mietshaus                                      | Neurenaissance, 1889 von Franz Xaver Feßlmayer; Block mit Nr. 18 | D-1-62-000-1403                             | Mietshaus      |
| Edlingerstraße 18 (Standort)            | Mietshaus                                      | Neurenaissance, um 1889 von Franz Xaver Feßlmayer; Block mit Nr. 16 | D-1-62-000-1403 zugehörig (D-1-62-000-1404) | Mietshaus      |
| Edlingerstraße 23 (Standort)            | Mietshaus                                      | neubarock, mit Stuckdekor, um 1900 | D-1-62-000-1405                             | Mietshaus      |
| Edlingerstraße 28 (Standort)            | Mietshaus                                      | neubarock, mit Schweifgiebel und Stuckdekor, bezeichnet 1902 | D-1-62-000-1406                             | Mietshaus      |
| Eduard-Schmid-Straße (Standort)         | Denkmäler in den Anlagen am östlichen Isarufer | Mädchenstatue, Bronzefigur auf Steinsockel, von Hans Stangl, 20. Jahrhundert; in den Anlagen am östlichen Isarufer, gegenüber Eduard-Schmid-Straße 21.                                           | D-1-62-000-1423                             | weitere Bilder |
| Eduard-Schmid-Straße (Standort)         | Denkmal                                        | Steinfigur eines holzsammelnden Mannes, auf hohem Rechtecksockel, Kalkstein, von Rupert von Miller, 20. Jahrhundert; in den Anlagen am östlichen Isarufer, gegenüber von Eduard-Schmidstraße 11. | D-1-62-000-8666                             | Denkmal        |
| Eduard-Schmid-Straße (Standort)         | Ölbergkapelle                                  | kleiner, auf zwei Seiten offener Bau, 1904–1905 von Hans Grässel mit Holzfiguren von 1840; in den Anlagen westlich gegenüber Haus Nr. 29                                                         | D-1-62-000-1422                             | weitere Bilder |
| Eduard-Schmid-Straße 8 (Standort)       | Mietshaus                                      | Eckbau von 1880 mit barockisierender Putzgliederung von etwa 1900. | D-1-62-000-1407                             | Mietshaus      |
| Eduard-Schmid-Straße 9 (Standort)       | Mietshaus                                      | Neurenaissance, sehr reich gegliederter Eckbau, 1888 von Korbinian Schmid. | D-1-62-000-1408                             | weitere Bilder |
| Eduard-Schmid-Straße 10 (Standort)      | Mietshaus                                      | Neurenaissance, reich gegliedert, Ende 19. Jahrhundert; Gruppe mit dem gleichartigen Haus Nr. 11.                                                                                                | D-1-62-000-1409                             | weitere Bilder |
| Eduard-Schmid-Straße 11 (Standort)      | Mietshaus                                      | Neurenaissance, reich gegliedert, 1886; Gruppe mit dem gleichartigen Haus Nr. 10. | D-1-62-000-1410                             | Mietshaus      |
| Eduard-Schmid-Straße 13 (Standort)      | Mietshaus                                      | neubarock, mit Erker, reich stuckiert, 1898–1899 von Georg Schneider | D-1-62-000-1411                             | weitere Bilder |
| Nähe Eduard-Schmid-Straße 13 (Standort) | Steinfigur                                     | Steinfigur eines wasserschöpfenden Mannes, auf hohem Rechtecksockel, Kalkstein, von Karl May, 20. Jahrhundert; in den Anlagen am östlichen Isarufer, gegenüber von Eduard-Schmidstraße 13.       | D-1-62-000-8665                             | Steinfigur     |
| Eduard-Schmid-Straße 14 (Standort)      | Mietshaus                                      | neubarock, mit Erker, reich gegliedert, um 1890/1900 | D-1-62-000-1412                             | Mietshaus      |
| Eduard-Schmid-Straße 15 (Standort)      | Mietshaus                                      | abgeschrägter Neurenaissance-Eckbau, reich gegliedert, Ende 19. Jahrhundert | D-1-62-000-1413                             | weitere Bilder |
| Eduard-Schmid-Straße 20 (Standort)      | Mietshaus                                      | neubarock, mit Erker, reich stuckiert, bezeichnet 1895 | D-1-62-000-1414                             | weitere Bilder |
| Eduard-Schmid-Straße 21 (Standort)      | Mietshaus                                      | neubarock, mit Erker und Stuckdekor, um 1890/1900 | D-1-62-000-1415                             | Mietshaus      |
| Eduard-Schmid-Straße 27 (Standort)      | Mietshaus                                      | stattlicher Jugendstilbau, mit zwei Erkern und zwei Portalfiguren, 1911–1912 von Anton Wagner | D-1-62-000-1416                             | weitere Bilder |
| Eduard-Schmid-Straße 28 (Standort)      | Mietshaus                                      | Jugendstil, mit zwischen zwei Erkern eingespannten Balkonen und Stuckdekor, um 1909 von Otho Orlando Kurz und Eduard Herbert.                                                                    | D-1-62-000-1417                             | weitere Bilder |
| Eduard-Schmid-Straße 29 (Standort)      | Mietshaus                                      | Jugendstil, Eckbau mit Erkern, Giebeln und Säulenportal, Anfang 20. Jahrhundert | D-1-62-000-1418                             | weitere Bilder |
| Eduard-Schmid-Straße 33 (Standort)      | Mietshaus                                      | spätklassizistisch, um 1870/80; Gruppe mit Nr. 34 | D-1-62-000-1419                             | Mietshaus      |
| Eduard-Schmid-Straße 34 (Standort)      | Mietshaus                                      | spätklassizistisch, um 1870/80; Gruppe mit Nr. 33 | D-1-62-000-1420                             | Mietshaus      |
| Eduard-Schmid-Straße 35 (Standort)      | Mietshaus                                      | stattlicher Eckbau in deutscher Renaissance, mit Erkertürmen, Erkern, Giebeln und Dachreiter, 1903–1904 von Philipp Avril                                                                        | D-1-62-000-1421                             | weitere Bilder |
| Entenbachstraße 1 (Standort)            | Mietshaus                                      | Neurenaissance, 1897 | D-1-62-000-1551                             | weitere Bilder |
| Entenbachstraße 4 (Standort)            | Vorstadthaus                                   | spätbiedermeierlich, mit Stichbogenfenstern, um 1860 | D-1-62-000-1552                             | Vorstadthaus   |
| Entenbachstraße 6 (Standort)            | Mietshaus                                      | Jugendstil, reich stuckierte Giebelfassade, 1900 von Johann Lang | D-1-62-000-1553                             | Mietshaus      |
| Entenbachstraße 36 (Standort)           | Vorstadthaus                                   | Neurenaissance, reich gegliedert und stuckiert, um 1880 | D-1-62-000-1554                             | Vorstadthaus   |
| Entenbachstraße 45 (Standort)           | Vorstadthaus                                   | spätklassizistisch, 1880 | D-1-62-000-1555                             | Vorstadthaus   |

### F
| Lage                                  | Objekt                                             | Beschreibung | Akten-Nr.       | Bild                                |
| ------------------------------------- | -------------------------------------------------- | --- | --------------- | ----------------------------------- |
| Falkenstraße 23 (Standort)            | Mietshaus                                          | Neurokoko-Stuckdekor, um 1900 | D-1-62-000-1611 | Mietshaus                           |
| Falkenstraße 34 (Standort)            | Mietshaus                                          | barockisierender Jugendstil, 1905 von Konrad Böhm | D-1-62-000-1612 | Mietshaus                           |
| Franz-Prüller-Straße 9 (Standort)     | Kleinhaus                                          | im Kern wohl Anfang 19. Jahrhundert | D-1-62-000-1787 | Kleinhaus                           |
| Franz-Prüller-Straße 11 (Standort)    | Kleinhaus (Doppelhaus)                             | mit vorkragendem Obergeschoss, 18./19. Jahrhundert, Preisträger beim Preis für Stadtbildpflege der Stadt München 2005 | D-1-62-000-1788 | weitere Bilder                      |
| Franz-Prüller-Straße 11a (Standort)   | Kleinhaus                                          | wohl Mitte 19. Jahrhundert; an Rückseite von Nr. 11 | D-1-62-000-1789 | Kleinhaus                           |
| Franz-Prüller-Straße 12 (Standort)    | Ältestes erhaltenes Wohnhaus der Au                | 18. Jahrhundert, im Norden und Westen drei-, im Osten zweigeschossig mit drei Erkern; zwei Hausfiguren | D-1-62-000-1790 | Ältestes erhaltenes Wohnhaus der Au |
| Franz-Prüller-Straße 14 (Standort)    | Traufseithaus                                      | zweigeschossig, mit Kastengesims, Anfang 19. Jahrhundert | D-1-62-000-1791 | weitere Bilder                      |
| Franz-Prüller-Straße 15/17 (Standort) | Ehemaliges Direktorengebäude der Auer Papierfabrik | Zweigeschossiger, traufseitiger Satteldachbau mit Mezzaningeschoss und erdgeschossigem Eingangsbau an der Nordseite, um 1852; mit spätklassizistischen Ausstattungsdetails; ehemaliges Pförtnerhaus, ein- bis zweigeschossiger Mansard- und Walmdachbau, spätes 19. Jahrhundert, nachträglich erweitert. | D-1-62-000-7956 | weitere Bilder                      |
| Franz-Prüller-Straße 16 (Standort)    | Traufseithaus                                      | zweigeschossig, Anfang 19. Jahrhundert | D-1-62-000-1792 | weitere Bilder                      |
| Franz-Prüller-Straße 18 (Standort)    | Traufseithaus                                      | zweigeschossig, mit Kastengesims, Anfang 19. Jahrhundert | D-1-62-000-1793 | weitere Bilder                      |
| Franziskanerstraße 19 (Standort)      | Mietshaus                                          | Eckbau mit Putzgliederung, 1913 von Hans Thaler | D-1-62-000-1764 | Mietshaus                           |
| Franziskanerstraße 49 (Standort)      | Mietshaus                                          | Eckbau in deutscher Renaissance, mit Erker und Giebel, um 1900; 1956 zum Teil vereinfacht | D-1-62-000-1765 | weitere Bilder                      |

### G
| Lage                                                  | Objekt          | Beschreibung | Akten-Nr.       | Bild           |
| ----------------------------------------------------- | --------------- | --- | --------------- | -------------- |
| Gebsattelbrücke (Standort)                            | Gebsattelbrücke | Einbogig mit von Bronzevögeln bekrönten Obelisken auf dem Jugendstilgeländer, 1901 von Theodor Fischer; im Zuge der Hochstraße die Gebsattelstraße überquerend. Östlich anschließend an der Nordseite der Gebsattelstraße malerische Treppe mit Jugendstilgeländer und großer Bärenfigur von Viktor Schneiber; gegenüber im Westen weitere Treppe mit Terrasse und mit Wandbrunnen am Beginn, 1908 von August Blössner angebaut. | D-1-62-000-2055 | weitere Bilder |
| Gebsattelstraße 4/6/8/10/12/14/16/18/20/22 (Standort) | Wohnanlage      | dreiflügelig, in münchnerischer Abwandlung der Neuen Sachlichkeit, 1927 von Emil Wolf; in städtebaulich prominenter Lage. Zugehörig: Regerplatz 7/8/9 | D-1-62-000-2056 | weitere Bilder |
| Gebsattelstraße 11 (Standort)                         | Mietshaus       | deutsche Renaissance, mit Stuckdekor am Erker, um 1890/1900; vereinfacht | D-1-62-000-2057 | weitere Bilder |
| Gebsattelstraße 13 (Standort)                         | Mietshaus       | Neurenaissance, um 1890 | D-1-62-000-2059 | Mietshaus      |
| Gebsattelstraße 15 (Standort)                         | Mietshaus       | Eckbau in deutscher Renaissance mit barocken Anklängen, mit Erker und hohem Giebel, um 1900. | D-1-62-000-2061 | weitere Bilder |
| Gebsattelstraße 28 (Standort)                         | Mietshaus       | deutsche Renaissance, reich gegliedert und stuckiert, um 1900 | D-1-62-000-2063 | weitere Bilder |
| Gebsattelstraße 30 (Standort)                         | Mietshaus       | Neurenaissance, mit Stuckdekor am Erker, 1899 | D-1-62-000-2064 | Mietshaus      |
| Gebsattelstraße 32 (Standort)                         | Mietshaus       | deutsche Renaissance, mit zwei Erkern und Stuckdekor, bezeichnet 1899 | D-1-62-000-2065 | weitere Bilder |
| Gebsattelstraße 34 (Standort)                         | Mietshaus       | malerischer Eckbau in deutscher Renaissance, mit Eckturm und zwei Erkern, reich gegliedert, 1899–1900 von Adolf Seiffhart; Gruppe mit Drächslstraße 7 | D-1-62-000-2066 | weitere Bilder |

### H
| Lage                         | Objekt                                                                           | Beschreibung | Akten-Nr.       | Bild                                                                             |
| ---------------------------- | -------------------------------------------------------------------------------- | --- | --------------- | -------------------------------------------------------------------------------- |
| Hochstraße 2 (Standort)      | Mietshaus                                                                        | schlichte deutsche Renaissance, 1900 von Baumeister Hans Mayer errichtet; Gruppe mit dem gleichartigen, doch vereinfachten Haus Nr. 4                                                            | D-1-62-000-2695 | Mietshaus                                                                        |
| Hochstraße 4 (Standort)      | Mietshaus                                                                        | schlichte deutsche Renaissance, 1900 von Baumeister Hans Mayer errichtet, Fassade vereinfacht; Gruppe mit dem gleichartigen Haus Nr. 2                                                           | D-1-62-000-7883 | Mietshaus                                                                        |
| Hochstraße 31 (Standort)     | Ehem. Kinderasyl, jetzt Tagesheimschule                                          | neubarocker Risalitbau, mit reichem Stuckdekor und Dachreiter, 1888–1889 von Hartwig Eggers | D-1-62-000-2698 | weitere Bilder                                                                   |
| Hochstraße 57 (Standort)     | Zweigeschossiges Traufhaus                                                       | wohl 1. Hälfte 19. Jahrhundert | D-1-62-000-2700 | weitere Bilder                                                                   |
| Hochstraße 61 (Standort)     | Zweigeschossiges Traufhaus                                                       | wohl 1. Hälfte 19. Jahrhundert | D-1-62-000-2702 | weitere Bilder                                                                   |
| Hochstraße 63 (Standort)     | Zweigeschossiges Traufhaus                                                       | wohl frühes 19. Jahrhundert, mit Mansarddach der 2. Hälfte des 19. Jahrhunderts | D-1-62-000-2703 | weitere Bilder                                                                   |
| Hochstraße 65 (Standort)     | Zweigeschossiges Traufhaus                                                       | wohl 1. Hälfte 19. Jahrhundert | D-1-62-000-2704 | weitere Bilder                                                                   |
| Hochstraße 67 (Standort)     | Dreigeschossiges Traufhaus                                                       | im Kern 19. Jahrhundert | D-1-62-000-2705 | weitere Bilder                                                                   |
| Hochstraße 69 (Standort)     | Zweigeschossiges Traufhaus                                                       | wohl 1. Hälfte 19. Jahrhundert | D-1-62-000-2706 | weitere Bilder                                                                   |
| Hochstraße 77 (Standort)     | Hölzerne offene Halle zwischen Mansarddachpavillons am Biergarten am Nockherberg | 1906, entlang der Straße südlich des Neubaus des Salvatorkellers von 2003; hierzu: etwa gleichzeitig die südlich anschließende Mauer mit Plastiken an Portal und Ecke, Fassadenpreisträger 2004. | D-1-62-000-2707 | Hölzerne offene Halle zwischen Mansarddachpavillons am Biergarten am Nockherberg |
| Humboldtstraße 1 (Standort)  | Mietshaus                                                                        | barockisierender Jugendstil, mit polygonalem Eckturm und Stuckdekor, um 1900; Gruppe mit Claude-Lorrain-Straße 9                                                                                 | D-1-62-000-2859 | weitere Bilder                                                                   |
| Humboldtstraße 5 (Standort)  | Mietshaus                                                                        | neubarock, mit Pilastern und Eckturm, 1902 von Max Sepp | D-1-62-000-2862 | weitere Bilder                                                                   |
| Humboldtstraße 17 (Standort) | Mietshaus                                                                        | Neurenaissance, mit Mittelrisalit, Ende 19. Jahrhundert | D-1-62-000-2865 | weitere Bilder                                                                   |
| Humboldtstraße 21 (Standort) | Mietshaus                                                                        | deutsche Renaissance, reich gegliedert, mit Erkerturm an der abgeschrägten Ecke und zwei Erkern, um 1900; Gruppe mit Oefelestraße 12                                                             | D-1-62-000-2868 | weitere Bilder                                                                   |

### K
| Lage                        | Objekt                   | Beschreibung | Akten-Nr.       | Bild                     |
| --------------------------- | ------------------------ | --- | --------------- | ------------------------ |
| Kegelhof 8 (Standort)       | Freizeitheim am Kegelhof | erdgeschossiger Bau mit versetzten Pultdächern über gebogenem Grundriss und fächerförmiger Raumanordnung, von Erik Braun, 1964 | D-1-62-000-9828 | Freizeitheim am Kegelhof |
| Kreuzplätzchen 6 (Standort) | Vorstadthaus             | spätklassizistisch, mit Konsolgesims, um 1860                                                                                  | D-1-62-000-3636 | Vorstadthaus             |

### L
| Lage                            | Objekt                                | Beschreibung | Akten-Nr.       | Bild                              |
| ------------------------------- | ------------------------------------- | --- | --------------- | --------------------------------- |
| Lilienstraße (Standort)         | Aubrunnen, auch Augia-Brunnen genannt | mit allegorischer Figur der Au, um 1835 von Ludwig Schwanthaler entworfen, ausgeführt 1848; südlich von Nr. 51                              | D-1-62-000-3958 | weitere Bilder                    |
| Lilienstraße 1 (Standort)       | Mansarddachhaus                       | 2. Hälfte 18. Jahrhundert | D-1-62-000-3938 | weitere Bilder                    |
| Lilienstraße 2 (Standort)       | Mietshaus                             | Neubarock-Eckbau am Isarkai, 1895/96; bildet mit Nr. 4 und 6 und Zeppelinstraße 79, 81 und 83 eine Baugruppe nach Plan von Fritz Schönmann. | D-1-62-000-3939 | weitere Bilder                    |
| Lilienstraße 3 (Standort)       | Wohnhaus                              | spätes 18. oder frühen 19. Jahrhundert | D-1-62-000-3940 | weitere Bilder                    |
| Lilienstraße 4 (Standort)       | Mietshaus                             | neubarock, 1895; bildet mit Nr. 2 und 6 und Zeppelinstraße 79, 81 und 83 eine Baugruppe nach Plan von Fritz Schönmann                       | D-1-62-000-3941 | Mietshaus                         |
| Lilienstraße 5 (Standort)       | Niedriges Traufhaus                   | spätes 18. oder frühes 19. Jahrhundert | D-1-62-000-3942 | weitere Bilder                    |
| Lilienstraße 6 (Standort)       | Mietshaus                             | neubarock, 1896–1898; bildet mit Nr. 2 und 4 und Zeppelinstraße 79, 81 und 83 eine Baugruppe nach Plan von Fritz Schönmann                  | D-1-62-000-3943 | weitere Bilder                    |
| Lilienstraße 7 (Standort)       | Mietshaus                             | Mitte 19. Jahrhundert | D-1-62-000-3944 | weitere Bilder                    |
| Lilienstraße 9/11/13 (Standort) | Niedrige langgestreckte Baugruppe     | 2. Hälfte des 18. Jahrhunderts; Nr. 11/13 über der Tür Gusseisen-Madonnenrelief, bezeichnet 1764                                            | D-1-62-000-3946 | Niedrige langgestreckte Baugruppe |
| Lilienstraße 34 (Standort)      | Mietshaus                             | Biedermeier, 1831 | D-1-62-000-3951 | weitere Bilder                    |
| Lilienstraße 42 (Standort)      | Wohnhaus                              | dreigeschossiger Walmdachbau mit abgeschrägter Ecke und Erker, von Johann Lerchmüller, 1882                                                 | D-1-62-000-3952 | Wohnhaus                          |
| Lilienstraße 44 (Standort)      | Mietshaus                             | neubarock, um 1900 | D-1-62-000-3953 | Mietshaus                         |
| Lilienstraße 51 (Standort)      | Wagnerbräu                            | deutsche Renaissance, 1900 von Ludwig Marckert                                                                                              | D-1-62-000-3954 | weitere Bilder                    |
| Lilienstraße 56 (Standort)      | Mietshaus                             | Maximilianstil, Mitte 19. Jahrhundert | D-1-62-000-3955 | weitere Bilder                    |
| Lilienstraße 71 (Standort)      | Eckhaus von 1839                      | 1860 umgebaut, mit reichem Dekor im Maximilianstil und neugotischen Figuren                                                                 | D-1-62-000-3956 | weitere Bilder                    |
| Lilienstraße 81 (Standort)      | Walmdachhaus                          | klassizistisch, reich gegliedert, frühes 19. Jahrhundert                                                                                    | D-1-62-000-3957 | Walmdachhaus                      |

### M
| Lage                               | Objekt                                                              | Beschreibung | Akten-Nr.        | Bild                                         |
| ---------------------------------- | ------------------------------------------------------------------- | --- | ---------------- | -------------------------------------------- |
| Mariahilfplatz 3 (Standort)        | Eckhaus                                                             | klassizistisch, reich gegliedert, mit Büsten von Maria und Josef, 1863–1864 | D-1-62-000-4224  | Eckhaus                                      |
| Mariahilfplatz 10 (Standort)       | Ehem. Knabenschule der Au                                           | zweigeschossiges, klassizistisches Traufhaus, bezeichnet 1803 | D-1-62-000-4225  | Ehem. Knabenschule der Au                    |
| Mariahilfplatz 11 (Standort)       | Katholischer Pfarrhof der Au                                        | klassizistisches Traufseithaus von 1803, 1895 aufgestockt; an der Südseite des südlichen Seitenflügels (im Hof von Nr. 12) klassizistischer Wandbrunnen                                    | D-1-62-000-4226  | Katholischer Pfarrhof der Au                 |
| Mariahilfplatz 13/14/15 (Standort) | Kloster und Schule der Armen Schulschwestern                        | barockisierender Komplex mit zwei Ädikulaportalen, 1935 von Franz Xaver Boemmel und Georg Holzbauer                                                                                        | D-1-62-000-4227  | Kloster und Schule der Armen Schulschwestern |
| Mariahilfplatz 17 (Standort)       | Ehemaliges Amtsgericht                                              | jetzt Landratsamt, stattlicher, neubarocker Gruppenbau mit Turm, 1902–1904 von Friedrich Adelung und Franz Branschowsky                                                                    | D-1-62-000-4228  | Ehemaliges Amtsgericht                       |
| Mariahilfplatz 19 (Standort)       | Fassadengestaltung eines Treppenhausrisalits in Putzauftragstechnik | mit unterschiedlichen figürlichen Darstellungen, von Max Lacher, 1961 | D-1-62-000-11368 | BW                                           |
| Mariahilfplatz 42 (Standort)       | Katholische Pfarrkirche Mariahilf in der Au                         | frühes Werk der Neugotik, mit hohem Turm, 1831–1839 von Joseph Daniel Ohlmüller; Inneres nach Kriegsschäden neugestaltet; freistehend in Platzmitte; mit einigen alten Ausstattungsstücken | D-1-62-000-4229  | weitere Bilder                               |
| Mariahilfstraße 8 (Standort)       | Vorstadthaus                                                        | dreigeschossiger Mansarddachbau mit Sohlbankgesims, spätklassizistisch, 2. Hälfte 19. Jahrhundert                                                                                          | D-1-62-000-4230  | Vorstadthaus                                 |

### N
| Lage                          | Objekt                                     | Beschreibung                                                                                                 | Akten-Nr.       | Bild                                       |
| ----------------------------- | ------------------------------------------ | --- | --------------- | ------------------------------------------ |
| Nockherstraße 1 (Standort)    | Langgestrecktes erdgeschossiges Kleinhaus  | laut Inschrift 1813 erbaut, 1913 renoviert                                                                   | D-1-62-000-4764 | weitere Bilder                             |
| Nockherstraße 3/3a (Standort) | Zweigeschossiges Schopfwalmhaus            | um 1800 | D-1-62-000-4765 | weitere Bilder                             |
| Nockherstraße 7 (Standort)    | Zweigeschossiges Kleinhaus                 | mit Putzrahmungen, um 1800                                                                                   | D-1-62-000-4767 | weitere Bilder                             |
| Nockherstraße 9 (Standort)    | Zweigeschossiges Kleinhaus                 | mit Putzrahmungen, um 1800                                                                                   | D-1-62-000-4768 | Zweigeschossiges Kleinhaus                 |
| Nockherstraße 11 (Standort)   | Zweigeschossiges Satteldachhaus            | mit Aufstockung an der Südecke und südlich anschließendem Wirtschaftsgebäude, wohl noch Ende 18. Jahrhundert | D-1-62-000-4769 | Zweigeschossiges Satteldachhaus            |
| Nockherstraße 25 (Standort)   | Zweigeschossiges Kleinhaus                 | wohl 1. Hälfte 19. Jahrhundert                                                                               | D-1-62-000-4770 | Zweigeschossiges Kleinhaus                 |
| Nockherstraße 29 (Standort)   | Erdgeschossiges Kleinhaus                  | 1866 | D-1-62-000-4772 | Erdgeschossiges Kleinhaus                  |
| Nockherstraße 33 (Standort)   | Zweigeschossiges Wohnhaus mit Zinnengiebel | 2. Hälfte 19. Jahrhundert                                                                                    | D-1-62-000-4773 | Zweigeschossiges Wohnhaus mit Zinnengiebel |
| Nockherstraße 35 (Standort)   | Zweigeschossiges Kleinhaus                 | um 1800; Block mit Nr. 37                                                                                    | D-1-62-000-4774 | Zweigeschossiges Kleinhaus                 |
| Nockherstraße 37 (Standort)   | Zweigeschossiges Kleinhaus                 | um 1800; Block mit Nr. 35                                                                                    | D-1-62-000-4775 | weitere Bilder                             |
| Nockherstraße 43 (Standort)   | Erdgeschossiges Kleinhaus                  | im Kern wohl um 1800                                                                                         | D-1-62-000-4776 | Erdgeschossiges Kleinhaus                  |
| Nockherstraße 45 (Standort)   | Zweigeschossiges Kleinhaus                 | um 1800, Block mit Nr. 47                                                                                    | D-1-62-000-4777 | Zweigeschossiges Kleinhaus                 |
| Nockherstraße 47 (Standort)   | Zweigeschossiges Kleinhaus                 | um 1800; Block mit Nr. 45                                                                                    | D-1-62-000-4778 | Zweigeschossiges Kleinhaus                 |
| Nockherstraße 56 (Standort)   | Mietshaus                                  | barockisierender Jugendstil, Anfang 20. Jahrhundert; Gruppe mit Nr. 58                                       | D-1-62-000-4779 | Mietshaus                                  |
| Nockherstraße 58 (Standort)   | Mietshaus                                  | barockisierender Jugendstil, Anfang 20. Jahrhundert; Gruppe mit Nr. 56                                       | D-1-62-000-4780 | Mietshaus                                  |

### O
| Lage                          | Objekt                                      | Beschreibung | Akten-Nr.       | Bild                                        |
| ----------------------------- | ------------------------------------------- | --- | --------------- | ------------------------------------------- |
| Oefelestraße 12 (Standort)    | Mietshaus                                   | mit Erkerturm, 1898 von Ernst Dressler; Gruppe mit dem Eckhaus Humboldtstraße 21 | D-1-62-000-4937 | Mietshaus                                   |
| Ohlmüllerstraße 2 (Standort)  | Mietshaus                                   | erbaut 1862, 1899 durch Georg Schneider in deutscher Renaissance mit Eckerker umgestaltet | D-1-62-000-4963 | weitere Bilder                              |
| Ohlmüllerstraße 3 (Standort)  | Mietshaus                                   | Neurenaissance, mit Stuckdekor, um 1880 | D-1-62-000-4964 | Mietshaus                                   |
| Ohlmüllerstraße 7 (Standort)  | Mietshaus                                   | spätklassizistisch, um 1870/80 | D-1-62-000-4965 | Mietshaus                                   |
| Ohlmüllerstraße 9 (Standort)  | Mietshaus                                   | spätklassizistisch, durch Fensterädikulen reich gegliedert, um 1870/80 | D-1-62-000-4966 | Mietshaus                                   |
| Ohlmüllerstraße 10 (Standort) | Mietshaus                                   | Neurenaissance-Eckbau, (bis zum 2. Stock vielleicht spätklassizistisch), 2. Hälfte 19. Jahrhundert | D-1-62-000-4967 | Mietshaus                                   |
| Ohlmüllerstraße 11 (Standort) | Mietshaus                                   | Neurenaissance, reich gegliedert, um 1880/90 | D-1-62-000-4968 | weitere Bilder                              |
| Ohlmüllerstraße 13 (Standort) | Mietshaus                                   | Neurenaissance, Ende 19. Jahrhundert | D-1-62-000-4969 | weitere Bilder                              |
| Ohlmüllerstraße 14 (Standort) | Mietshaus                                   | im spätromantischen Stil (Maximilianstil), mit Erker und reicher Gliederung, 1863; einheitlicher Block mit Nr. 16 | D-1-62-000-4970 | weitere Bilder                              |
| Ohlmüllerstraße 16 (Standort) | Mietshaus                                   | Eckbau im spätromantischen Stil (Maximilianstil), mit Erker und reicher Gliederung, 1863; einheitlicher Block mit Nr. 14.                                                                                                 | D-1-62-000-4970 | weitere Bilder                              |
| Ohlmüllerstraße 19 (Standort) | Mietshaus                                   | Neurenaissance-Eckbau, 1888 von Karl Schmidt | D-1-62-000-4972 | Mietshaus                                   |
| Ohlmüllerstraße 20 (Standort) | Gasthaus zum Schoberwirt                    | biedermeierlicher Eckbau mit Stichbogenfenstern und neugotischen Türblättern, Mitte 19. Jahrhundert | D-1-62-000-4973 | Gasthaus zum Schoberwirt                    |
| Ohlmüllerstraße 22 (Standort) | Vorstadthaus                                | Eckbau mit Stichbogenfenstern, Mitte 19. Jahrhundert | D-1-62-000-4974 | Vorstadthaus                                |
| Ohlmüllerstraße 24 (Standort) | Vorstadthaus                                | mit Stichbogenfenstern, Mitte 19. Jahrhundert | D-1-62-000-4975 | Vorstadthaus                                |
| Ohlmüllerstraße 29 (Standort) | Zwei Flügel des ehemaligen Paulanerklosters | Frühbarockbau von 1627 und 1668 ff., 1807 teilweise als Gefängnis umgebaut | D-1-62-000-4976 | Zwei Flügel des ehemaligen Paulanerklosters |
| Ohlmüllerstraße 42 (Standort) | Ehemalige Zacherl’sche Bierbrauerei         | Ost- und Nordflügel der ehemaligen Zacherl’sche Bierbrauerei, dann Teil der Paulaner-Brauerei, zweigestreckter Walmdachbau mit Mittelrisalit, Eck- und Sockelrustika, klassizistisch, um 1822.                            | D-1-62-000-4977 | weitere Bilder                              |
| Ohlmüllerstraße 44 (Standort) | Eismaschine der Firma Linde                 | patentiert 1881, 1881 beziehungsweise 1885 aufgestellt, 1899 (bezeichnet) neu installiert, mit der damit verbundenen technischen Betriebseinrichtung (Stauwehr, Turbine, Rechen); seit 1931 zur Paulaner-Brauerei gehörig | D-1-62-000-4978 | weitere Bilder                              |

### P
| Lage                      | Objekt         | Beschreibung                                                                           | Akten-Nr.       | Bild           |
| ------------------------- | -------------- | -------------------------------------------------------------------------------------- | --------------- | -------------- |
| Pöppelstraße 2 (Standort) | Adelgundenheim | Erweiterungsbau (Westbau), neubarockes Eckhaus, bezeichnet 1912, von Korbinian Schmid. | D-1-62-000-5431 | Adelgundenheim |

### R
| Lage                                    | Objekt                   | Beschreibung | Akten-Nr.       | Bild                     |
| --------------------------------------- | ------------------------ | --- | --------------- | ------------------------ |
| Rablstraße 36 (Standort)                | Mietshaus                | bewegt gegliedert im barockisierenden Jugendstil, mit reichem Stuckdekor, Anfang 20. Jahrhundert | D-1-62-000-5641 | Mietshaus                |
| Rablstraße 38 (Standort)                | Mietshaus                | barockisierender Jugendstil, mit Erker und Stuck, Anfang 20. Jahrhundert; Gruppe mit Nr. 40 | D-1-62-000-5643 | Mietshaus                |
| Rablstraße 40 (Standort)                | Mietshaus                | barockisierender Jugendstil, mit Erker und Stuck, Anfang 20. Jahrhundert; Gruppe mit Nr. 38 | D-1-62-000-5645 | Mietshaus                |
| Rablstraße 42 (Standort)                | Mietshaus                | schlicht mit Putzgliederung und Erker, um 1900 | D-1-62-000-5646 | Mietshaus                |
| Rablstraße 46 (Standort)                | Mietshaus                | neubarock, mit Breiterker und Putzgliederung, um 1900 | D-1-62-000-5648 | Mietshaus                |
| Rablstraße 48 (Standort)                | Mietshaus                | neubarocker Eckbau mit Erker, Putzgliederung und Stuckdekor, 1909 von Hans Thaler | D-1-62-000-5649 | Mietshaus                |
| Regerplatz (Standort)                   | Reiherbrunnen            | Schalenbrunnen (Bronze auf Steinsockel) in Steingehäuse mit Gitter, 1899 von Theodor Fischer und Josef Flossmann; in Platzmitte. | D-1-62-000-5681 | weitere Bilder           |
| Regerplatz 1 (Standort)                 | Maria-Theresia-Gymnasium | neubarocker Gruppenbau mit Runderker und steinernem Eingangsvorbau, 1898–1899 von Adolf Stauffer | D-1-62-000-5676 | Maria-Theresia-Gymnasium |
| Regerplatz 2 (Standort)                 | Mietshaus                | neubarocker Eckbau, reich gegliedert, mit Eckturm, zwei Erkern und Stuckdekor, bez. 1898, von Adolf Seiffhart | D-1-62-000-5677 | Mietshaus                |
| Regerplatz 3 (Standort)                 | Mietshaus                | spätklassizistischer Eckbau, um 1860; Block mit Nr. 4 | D-1-62-000-5678 | Mietshaus                |
| Regerplatz 4 (Standort)                 | Mietshaus                | spätklassizistisch, um 1860; Block mit Nr. 3 | D-1-62-000-5679 | Mietshaus                |
| Regerplatz 7/8/9 (Standort)             | Teil einer Wohnanlage    | 1927 von Emil Wolf; siehe Gebsattelstraße 4–22 (gerade Nrn.) | D-1-62-000-2056 | weitere Bilder           |
| Regerstraße 11–23 (ungerade) (Standort) | Wohnanlage               | geschlossener Block auf dreieckig zugeschnittenem Grundstück, mit einschwingenden Fassaden, Eckerkern und Putzdekor, 1927–1929 von Ludwig Naneder für den Bauverein München-Haidhausen; mit Welfenstraße 1-13a (ungerade) und Weilerstraße 2–10 (gerade) | D-1-62-000-7856 | Wohnanlage               |
| Regerstraße 18/20 (Standort)            | Mietshausgruppe          | viergeschossiger Walmdachbau mit Zwerchhäusern und flachen Risaliten, Neubarock, um 1890/1900; Hausfigur des Hl. Georg, Kalkstein | D-1-62-000-5682 | Mietshausgruppe          |
| Riggauerweg 2 (Standort)                | Kleinhaus                | 1. Hälfte 19. Jahrhundert; an der Rückseite von Lilienstraße 3 | D-1-62-000-5843 | Kleinhaus                |
| Rosenheimer Straße 2 (Standort)         | Mietshaus                | hoher, gerundeter Eckbau an der Ludwigsbrücke, neubarock, 1894/95 von Georg und Michael Dosch; Dach vereinfacht (jetzt ohne Kuppel) | D-1-62-000-5918 | Mietshaus                |
| Rosenheimer Straße 4 (Standort)         | Mietshaus                | nordische Renaissance, reich gegliedert, 1885 von Franz Häußleigner | D-1-62-000-5919 | Mietshaus                |
| Rosenheimer Straße 6 (Standort)         | Mietshaus                | nordische Renaissance, reich gegliedert, bez. 1885, von Franz Häußleigner | D-1-62-000-5920 | Mietshaus                |
| Rosenheimer Straße 8 (Standort)         | Mietshaus                | palastartiger Neurenaissancebau, reich gegliedert, 1878 von J. G. Mayer | D-1-62-000-5921 | Mietshaus                |
| Rosenheimer Straße 10 (Standort)        | Mietshaus                | Neurenaissance-Eckbau, 1876 | D-1-62-000-5922 | Mietshaus                |
| Rosenheimer Straße 12 (Standort)        | Mietshaus                | deutsche Renaissance, reich gegliedert, mit Eckerker, bez. 1889, von Lindauer und Marckert; Gruppe mit den gleichartigen Häusern Nr. 14 und 16 | D-1-62-000-5923 | Mietshaus                |
| Rosenheimer Straße 14 (Standort)        | Mietshaus                | deutsche Renaissance, reich gegliedert, 1888–1889 von Lindauer und Marckert; Mittelbau einer Gruppe mit den gleichartigen Häusern Nr. 12 und 16 | D-1-62-000-5924 | Mietshaus                |
| Rosenheimer Straße 16 (Standort)        | Mietshaus                | deutsche Renaissance, reich gegliedert, mit Eckerker, 1888–1889 von Lindauer und Marckert; Gruppe mit den gleichartigen Häusern Nr. 12 und 14 | D-1-62-000-5925 | Mietshaus                |

### S
| Lage                              | Objekt                                       | Beschreibung | Akten-Nr.       | Bild                                         |
| --------------------------------- | -------------------------------------------- | --- | --------------- | -------------------------------------------- |
| Sammtstraße 2 (Standort)          | Freistehendes zweigeschossiges Traufhaus     | mit geschnitzten, klassizistischen Fensterstöcken, Anfang 19. Jahrhundert                                                                                     | D-1-62-000-6047 | Freistehendes zweigeschossiges Traufhaus     |
| Sammtstraße 3c (Standort)         | Freistehendes zweigeschossiges Traufseithaus | mit Pilasterportal, Bauinschrift 1751, in klassizistischer Zeit erweitert; übrige Teile des Vierseitkomplexes erneuert; 1749–1819 Pöppelsches Waisenhaus      | D-1-62-000-6048 | Freistehendes zweigeschossiges Traufseithaus |
| Schlotthauerstraße 3 (Standort)   | Mietshaus                                    | Jugendstil-Eckbau, reich durch Erker und Balkone gegliedert, 1910 von Anton Wagner.                                                                           | D-1-62-000-6236 | Mietshaus                                    |
| Schlotthauerstraße 16 (Standort)  | Mietshaus                                    | neubarock, mit abgeschrägter Ecke, Erkern und Stuckdekor, um 1890/1900                                                                                        | D-1-62-000-6237 | Mietshaus                                    |
| Schornstraße 2 (Standort)         | Mietshaus                                    | stattlicher Neurenaissance-Bau, reich gegliedert, mit Giebel an der abgeschrägten Ecke und Erkern, um 1900                                                    | D-1-62-000-6301 | Mietshaus                                    |
| Schornstraße 4 (Standort)         | Mietshaus                                    | neubarock, um 1900 | D-1-62-000-6302 | Mietshaus                                    |
| Schornstraße 6 (Standort)         | Mietshaus                                    | deutsche Renaissance, mit Stuckdekor, 1900 von Josef Geißler                                                                                                  | D-1-62-000-6303 | Mietshaus                                    |
| Schornstraße 8 (Standort)         | Mietshaus                                    | neubarock, mit Erker und Stuckdekor, um 1900 | D-1-62-000-6304 | Mietshaus                                    |
| Schornstraße 10 (Standort)        | Mietshaus                                    | neubarock, um 1900 | D-1-62-000-6305 | Mietshaus                                    |
| Schweigerstraße 2 (Standort)      | Mietshaus                                    | Eckbau mit barockisierender Putzgliederung, Anfang 20. Jahrhundert                                                                                            | D-1-62-000-6385 | Mietshaus                                    |
| Schweigerstraße 10 (Standort)     | Mietshaus                                    | historisierend, mit Eckerker, 1910/11 von Franz Deininger | D-1-62-000-6386 | Mietshaus                                    |
| Senftlstraße 1 (Standort)         | Mietshaus                                    | Eckbau in deutscher Renaissance, mit Eckaufsatz, Erkern und Stuck, um 1900.                                                                                   | D-1-62-000-6503 | Mietshaus                                    |
| Senftlstraße 2 (Standort)         | Mietshaus                                    | neubarock, mit Putzgliederung, 1899–1900 von Hans Thaler | D-1-62-000-6504 | Mietshaus                                    |
| Simon-Knoll-Platz 3 (Standort)    | Steinernes Ädikulaportal                     | vom ursprünglichen Neubarockbau, der kriegszerstörten Volksschule an der Sieboldstraße von 1907–1909 stammend; an der Nordseite des Schulgebäudes von 1953/54 | D-1-62-000-6545 | Steinernes Ädikulaportal                     |
| Sommerstraße 18 (Standort)        | Mietshaus                                    | neubarock, reich gegliedert und stuckiert, um 1890/1900; Block mit Nr. 20                                                                                     | D-1-62-000-6572 | Mietshaus                                    |
| Sommerstraße 20 (Standort)        | Mietshaus                                    | neubarock, reich gegliedert und stuckiert, um 1890/1900; Block mit Nr. 18                                                                                     | D-1-62-000-6573 | Mietshaus                                    |
| Sommerstraße 23 (Standort)        | Mietshaus                                    | mit barockisierender Putzgliederung, erbaut 1896, Fassade vereinfacht                                                                                         | D-1-62-000-6574 | Mietshaus                                    |
| St.-Wolfgangs-Platz 8a (Standort) | Neubau Kath. Pfarrkirche St. Wolfgang        | vom Vorgängerbau hoher Neubarockturm, 1915–20 von Hans Schurr                                                                                                 | D-1-62-000-6112 | weitere Bilder                               |

### W
| Lage                                     | Objekt      | Beschreibung | Akten-Nr.       | Bild           |
| ---------------------------------------- | ----------- | --- | --------------- | -------------- |
| Weilerstraße 1 (Standort)                | Volksschule | barockisierender, reich gegliederter Gruppenbau, mit Giebelfresko und Turm, 1898–1899 von Carl Hocheder | D-1-62-000-7355 | Volksschule    |
| Weilerstraße 2–10 (gerade) (Standort)    | Wohnanlage  | geschlossener Block auf dreieckig zugeschnittenem Grundstück, mit einschwingenden Fassaden, Eckerkern und Putzdekor, 1927–1929 von Ludwig Naneder für den Bauverein München-Haidhausen; mit Regerstraße 11–23 (ungerade) und Welfenstraße 1-13a (ungerade) ehemals unter der Nummer D-1-62-000-7857 separat aufgeführt | D-1-62-000-7856 | weitere Bilder |
| Welfenstraße 1–13a (ungerade) (Standort) | Wohnanlage  | geschlossener Block auf dreieckig zugeschnittenem Grundstück, mit einschwingenden Fassaden, Eckerkern und Putzdekor, 1927–1929 von Ludwig Naneder für den Bauverein München-Haidhausen; mit Regerstraße 11–23 (ungerade) und Weilerstraße 2–10 (gerade) ehemals unter der Nummer D-1-62-000-7858 separat aufgeführt    | D-1-62-000-7856 | weitere Bilder |
| Welfenstraße 15 (Standort)               | Mietshaus   | Eckbau in deutscher Renaissance, mit zwei Erkern und Eckturm, um 1900. | D-1-62-000-7383 | Mietshaus      |

### Z
| Lage                         | Objekt                  | Beschreibung | Akten-Nr.       | Bild           |
| ---------------------------- | ----------------------- | --- | --------------- | -------------- |
| Zeppelinstraße 2 (Standort)  | Mietshaus               | Neurenaissance-Rustikafassade, mit zwei reichen Stuckfriesen und Konsolgesims, 1888 von Karl Schmidt.                                                           | D-1-62-000-7740 | Mietshaus      |
| Zeppelinstraße 6 (Standort)  | Mietshaus               | neubarocker Eckbau, mit reicher Gliederung und Stuckdekor, 1896 von Karl Schmidt                                                                                | D-1-62-000-7741 | Mietshaus      |
| Zeppelinstraße 37 (Standort) | Mietshaus               | neubarock, mit Putzgliederung, um 1900 | D-1-62-000-7742 | Mietshaus      |
| Zeppelinstraße 41 (Standort) | Schlichtes Vorstadthaus | mit Stichbogenfenstern, erbaut 1851, 1874 in gleichen Formen zu drei Fensterachsen nach Süden erweitert; Geburtshaus von Karl Valentin (1882–1948; Gedenktafel) | D-1-62-000-7743 | weitere Bilder |
| Zeppelinstraße 77 (Standort) | Mietshaus               | neubarock, mit reichem Stuckdekor, um 1890 | D-1-62-000-7744 | Mietshaus      |
| Zeppelinstraße 79 (Standort) | Mietshaus               | neubarock, mit zwei Erkern, um 1895 von Fritz Schönmann; Baugruppe mit Nr. 81, 83 und Lilienstraße 2, 4 und 6                                                   | D-1-62-000-7745 | Mietshaus      |
| Zeppelinstraße 81 (Standort) | Mietshaus               | neubarock, mit Erker, Stuckdekor und Marienfigur, um 1895 von Fritz Schönmann; Baugruppe mit Nr. 79, 83 und Lilienstraße 2, 4 und 6                             | D-1-62-000-7746 | Mietshaus      |
| Zeppelinstraße 83 (Standort) | Mietshaus               | neubarock, mit Stuckdekor, um 1895 von Fritz Schönmann; Baugruppe mit Nr. 79, 81 und Lilienstraße 2, 4 und 6                                                    | D-1-62-000-7747 | Mietshaus      |

## Ehemalige Baudenkmäler
In diesem Abschnitt sind Objekte aufgeführt, die früher einmal in der Denkmalliste eingetragen waren, jetzt aber nicht mehr. Objekte, die in anderem Zusammenhang – also z. B. als Teil eines Baudenkmals – weiter eingetragen sind, sollen hier nicht aufgeführt werden. Aktennummern in diesem Abschnitt sind ehemalige, jetzt nicht mehr gültige Aktennummern. 

| Lage                        | Objekt                     | Beschreibung | Akten-Nr.       | Bild                       |
| --------------------------- | -------------------------- | --- | --------------- | -------------------------- |
| Hochstraße 59 (Standort)    | Wohnhaus                   | 2000 aus der Denkmalliste gestrichen, da es sich um einen Nachkriegsbau handelt                                                                                          |                 | BW                         |
| Nockherstraße 5 (Standort)  | Erdgeschossiges Kleinhaus  | um 1810 in der aktuellen Denkmalliste nicht verzeichnet | D-1-62-000-4766 | Erdgeschossiges Kleinhaus  |
| Nockherstraße 27 (Standort) | Zweigeschossiges Kleinhaus | im Kern wohl 1. Hälfte 19. Jahrhundert, 1957 aufgestockt; 2015 aus der Denkmalliste gestrichen, da aufgrund von Erneuerungen kaum mehr historische Substanz erhalten ist | D-1-62-000-4771 | Zweigeschossiges Kleinhaus |
| Ruhestraße 2 (Standort)     | Wohnhaus                   | 1995 aus der Denkmalliste gestrichen |                 | Wohnhaus                   |
| Ruhestraße 3 (Standort)     | Wohnhaus                   | 1995 aus der Denkmalliste gestrichen |                 | Wohnhaus                   |
| Ruhestraße 4 (Standort)     | Wohnhaus                   | 1995 aus der Denkmalliste gestrichen |                 | Wohnhaus                   |
| Ruhestraße 5 (Standort)     | Wohnhaus                   | 1995 aus der Denkmalliste gestrichen |                 | Wohnhaus                   |
| Ruhestraße 6 (Standort)     | Wohnhaus                   | 1995 aus der Denkmalliste gestrichen |                 | Wohnhaus                   |
| Ruhestraße 7 (Standort)     | Wohnhaus                   | 1995 aus der Denkmalliste gestrichen |                 | Wohnhaus                   |

## Abgegangene Baudenkmäler
In diesem Abschnitt sind Objekte aufgeführt, die früher einmal in der Denkmalliste eingetragen waren, jetzt aber nicht mehr existieren, z. B. weil sie abgebrochen wurden. Aktennummern in diesem Abschnitt sind ehemalige, jetzt nicht mehr gültige Aktennummern. 

| Lage                             | Objekt               | Beschreibung                                                                                | Akten-Nr.       | Bild |
| -------------------------------- | -------------------- | ------------------------------------------------------------------------------------------- | --------------- | ---- |
| Lilienstraße 10/12/14 (Standort) | Kleinhaus / Herberge | Nr. 10 Kleinhaus, Nr. 12/14 malerische Herberge; beide um 1800 – durch einen Neubau ersetzt | D-1-62-000-3950 | BW   |